# Alfonso Domínguez
Alfonso Enrique Domínguez Maidana (24 września 1965) – piłkarz urugwajski noszący przydomek Guacha, lewy obrońca. Wzrost 168 cm, waga 59 kg.
Domínguez profesjonalną karierę piłkarską rozpoczął w 1985 w klubie CA Peñarol. Razem z Peñarolem dwukrotnie został mistrzem Urugwaju (w 1985 i 1986) oraz zwyciężył w turnieju Copa Libertadores 1987. Będąc graczem Peñarolu wziął udział w turnieju Copa América 1987, gdzie Urugwaj obronił tytuł mistrza Ameryki Południowej. Zagrał we wszystkich dwóch meczach - półfinałowym z Argentyną i finałowym z Chile.
Wziął również udział w Copa América 1989, gdzie Urugwaj został wicemistrzem Ameryki Południowej. Zagrał we wszystkich 7 meczach - 4 grupowych z Ekwadorem, Boliwią, Chile i Argentyną oraz 3 finałowych z Paragwajem, Argentyną i Brazylią.
Jako piłkarz Peñarolu wziął udział w finałach mistrzostw świata w 1990 roku, gdzie Urugwaj dotarł do 1/8 finału. Zagrał we wszystkich czterech meczach - z Hiszpanią, Belgią, Koreą Południową i Włochami.
W 1991 przedniósł się do Argentyny, gdzie występował w barwach klubu River Plate. W 1994 wrócił do Urugwaju, by grać w drużynie Club Nacional de Football. W 1998 przeniósł się do klubu Huracán Buceo Montevideo, w którym w 2000 roku zakończył karierę piłkarską.
Domínguez od 19 czerwca 1987 do 25 czerwca 1990 rozegrał w reprezentacji Urugwaju 31 meczów.